# Франко Валенсия, Беатрис Ирене
Беатрис Ирене Франко Валенсия (исп. Beatriz Irene Franco Valencia; род. 4 декабря 1987) — колумбийская шахматистка, гроссмейстер (2014) среди женщин.
Чемпионка Колумбии (2014). В составе сборной Колумбии участница четырёх Олимпиад (2006—2008, 2012—2014). Победительница панамериканского чемпионата (2014).

## Изменения рейтинга
| Графики недоступны из-за технических проблем. См. информацию на Фабрикаторе и на mediawiki.org. |